# Heinz Wittig (Fußballspieler)
Heinz Wittig (* 27. Dezember 1921 in Neustadt bei Coburg; † 22. Oktober 1991 in Neustadt bei Coburg) war ein deutscher Fußballspieler, der 1952 dem DFB-Aufgebot für das Fußball-Turnier bei den Olympischen Spielen in Helsinki angehörte.

## Laufbahn
Mit seinem Verein VfL Neustadt/Coburg stieg der zumeist Außenläufer spielende Wittig im Jahre 1950 in die 1. Amateurliga Bayern auf. Der Aufsteiger wurde in der Runde 1950/51 vor dem 1. FC Bayreuth Meister, scheiterte aber in der Aufstiegsrunde zur II. Division im Entscheidungsspiel an dem Nordbadenvertreter ASV Feudenheim aus Mannheim. In der folgenden Runde verloren die Blau-Weißen im heimischen Stadion vor über 2.000 Zuschauern das entscheidende Spiel um die Meisterschaft gegen den FV 04 Würzburg mit 0:1 Toren und mussten damit dem FC Amberg die Meisterschaft überlassen.
Persönlich brachte das Jahr 1952 für Heinz Wittig trotzdem sportliche Höhepunkte: Am 18. Mai debütierte er in der neu gebildeten deutschen Fußballnationalmannschaft der Amateure beim Länderspiel in Nürnberg gegen Großbritannien. Bundestrainer Sepp Herberger vertraute auf die Läuferreihe Kurt Sommerlatt, Herbert Jäger und Heinz Wittig. Das zweite Länderspiel in der Geschichte der DFB-Amateurnationalmannschaft wurde mit 2:0 Toren gewonnen. Durch die im Verein, der Bayerischen Verbandsauswahl – Wittig stand in der siegreichen Bayerischen Vertretung die mit 4:0 Toren gegen den Niederrhein den Länderpokal des Jahres 1952 in Wuppertal gewann –, den DFB-Vorbereitungslehrgängen und dem Länderspiel gezeigten Leistungen hatte sich der Außenläufer des VfL Neustadt bei Coburg in den Kader für die Olympischen Spiele in Helsinki gespielt. Als er im Juli vom Bahnhof Neustadt aus sich nach Malente in die Sportschule von Schleswig-Holstein auf den Weg machte, um drei Tage später mit dem Flugzeug von Hamburg aus nach Helsinki zu fliegen, wurde er in Neustadt von zahlreichen Anhängern des VfL und Mitgliedern des VfL-Vorstandes herzlich verabschiedet. In Helsinki kam er während des Turnieres dann nicht zum Einsatz. Das Erlebnis der Olympischen Spiele 1952 gehört trotzdem zu den absoluten Höhepunkten seiner fußballerischen Laufbahn.
Nach dem siebten Rang 1953 holten sich die Oberfranken in der Runde 1953/54 die Meisterschaft in Bayern und stiegen damit in die 2. Liga Süd auf. Am 29. April 1953 hatte Wittig in Linz beim 3:1-Sieg gegen Österreich sein zweites Amateurländerspiel bestritten. Dabei bildete er zusammen mit Herbert Schäfer und Fritz Semmelmann die Läuferreihe. Mit der Bayerischen Verbandsauswahl feierte er im Länderpokal auch die Triumphe im Jahre 1953 und 1954. Im ersten Jahr in der 2. Liga Süd, 1954/55, – der TSV 1860 München feierte die Meisterschaft und den Aufstieg in die Oberliga Süd –, kam Wittig mit seinem VfL auf den neunten Tabellenplatz.